# Apanteles bellatulus
Apanteles bellatulus är en stekelart som beskrevs av De Saeger 1944. Apanteles bellatulus ingår i släktet Apanteles och familjen bracksteklar. Inga underarter finns listade i Catalogue of Life.